# J. Assmann Deutsche Anker-Uhren-Fabrik Glashütte i. Sa.

Firmengründer Julius Carl Friedrich Aßmann

Schutzmarke der Firma Assmann

Die J. Assmann Deutsche Anker-Uhren-Fabrik Glashütte i. Sa. war eine Uhrenmanufaktur in Glashütte im Landkreis Sächsische Schweiz-Osterzgebirge, die von Julius Carl Friedrich Aßmann 1852 gegründet wurde.

## 1852–1865: Jahre der Forschung und Entwicklung
Der damals 25-jährige gelernte Uhrmacher Julius Carl Friedrich Aßmann gründete 1852 nach einer zweijährigen Anstellung in der Firma A. Lange & Cie. Glashütte in derselben Stadt die J. Assmann Deutsche Anker-Uhren-Fabrik Glashütte i. Sa.
Dabei wurde er vom Begründer der Glashütter Uhrenindustrie, Ferdinand Adolph Lange unterstützt. Lange verfügte durch die Ausbildung der ersten Fachleute über eine erhebliche Anzahl von Einzelteilen und Rohwerken, die er nicht allein zu fertigen Uhren verarbeiten konnte. Assmann finanzierte seine Firma aus dem Erbteil seines verstorbenen Vaters. Die Ausbildung seiner Mitarbeiter finanzierte Assmann, im Gegensatz zu Lange, selbst. Als Assmann im Januar 1859 (7 Jahre nachdem er sich selbstständig gemacht hatte) die sächsische Staatsregierung um ein Darlehen bat, wurde dies mehrfach abgelehnt und erst auf Bitten von A. Lange bewilligt, weil Assmann ein Angebot aus Preußen zum Aufbau einer Uhrenfirma in Silberberg erhielt. Diese Unternehmensgründung trug wesentlich zur Festigung und Entwicklung der in dieser durch den Niedergang des Erzbergbaus verarmten Region neu entstehenden Uhrenindustrie bei. Die Schreibweise des Namens Aßmann mit „ss“ im Firmennamen dürfte der Exportorientierung an den Markt in Übersee geschuldet sein.
Die Schutzmarke für die Uhren und Gehäuse der J. Assmann Deutsche Anker-Uhren-Fabrik Glashütte i. Sa. beinhaltet neben einem Schild auch noch Schlägel und Eisen, wie sie auch im Stadtwappen von Glashütte vorkommen.
Gefertigt wurden anfangs noch Taschenuhren mit Stiftenankergang und Schlüsselaufzug, die aber bereits einen hohen Qualitätsstandard aufwiesen.
Die Firma war im Zusammenwirken mit den Protagonisten der Glashütter Uhrenindustrie, Ferdinand Adolph Lange, Adolf Schneider und Moritz Großmann, an der Entwicklung der Glashütter Präzisionstaschenuhr, die erst 1865 endgültig ausgereift war, maßgeblich beteiligt.

## 1865–1886: Auszeichnungen und weltweiter Export der Präzisionstaschenuhren

Auszeichnung internationale Industrieausstellung London 1862

Die von der J. Assmann Deutsche Anker-Uhren-Fabrik Glashütte i. Sa gefertigten Uhren waren mit denen der Firma A. Lange & Cie. vergleichbar und standen diesen in ihrer Qualität in nichts nach, was die auf nationalen und internationalen Ausstellungen erworbenen Auszeichnungen dokumentieren.
Das Hauptabsatzgebiet der Firma von Julius Aßmann lag in Süd- und Mittelamerika, der Karibik, Spanien, aber auch in den großen britischen Kolonien wie z. B. Indien.
Bis 1880 wurde fast die gesamte Produktion ins Ausland, vorwiegend nach Übersee, aber auch in die großen britischen Kolonien, geliefert. Der hohe Preis dieser hochwertigen Präzisionsuhren verhinderte weitestgehend ihren Absatz in den deutschen Ländern und Fürstentümern. Mit dem in Deutschland in den „Gründerjahren“ wachsenden Wohlstand stieg auch der Absatz der teuren Präzisionstaschenuhren der Aßmannschen Firma auf dem deutschen Markt an.

Paul Aßmann, Sohn und 1. Teilhaber

Paul Aßmann, ältester Sohn von Julius Aßmann, wurde 1877 nach seiner in der väterlichen Firma erfolgten Ausbildung zum Uhrmacher, der Fortbildung an der Uhrmacherschule Le Locle in der Schweiz und dem Sammeln weiterer Auslandserfahrungen neben seinem Vater zum Teilhaber der J. Assmann Deutsche Anker-Uhren-Fabrik Glashütte i. Sa.
Nach dem Tod Julius Aßmanns am 15. August 1886 führte Paul Aßmann die Firma vorerst als alleiniger Inhaber weiter.

## 1887–1897: Entwicklung eines neuen Glashütter Taschenuhrkalibers in Kooperation mit der Firma Gruen & Sohn, Columbus/Ohio
Mit der wachsenden Industrialisierung in Deutschland forderte der Markt verstärkt die Herstellung billigerer Taschenuhren. Dieser Forderung stellte sich Paul Aßmann, indem er gemeinsam mit Frederick Gruen, dem Sohn des deutschstämmigen amerikanischen Uhrenfabrikanten Dietrich Gruen, der von 1892 bis 1893 die Deutsche Uhrmacherschule in Glashütte besucht hatte, 1894 die „Grünsche Uhrenfabrikation Grün und Assmann“ in Glashütte gründet. Die bisherige Firma J. Assmann Deutsche Anker-Uhren-Fabrik Glashütte i. Sa. blieb parallel zu dieser neuen Firma bestehen.
Der neuen Technologien aufgeschlossen gegenüberstehende Paul Aßmann war zu dieser Zeit auch im Aufsichtsrat der Deutschen Uhrmacher-Schule tätig. Ein gemeinsam neu entwickeltes Werk, das die Bezeichnung „Fortschritt“ erhielt, vereinte Komponenten der Glashütter Präzisionsuhrenfertigung mit Elementen des US-amerikanischen Schablonen-Uhren-Systems. Für diese neue Technologie wurden die entsprechenden Maschinen aus den USA eingeführt. Es wurde auch ein für Glashütte neuer Ausgleichs- oder Gleichgewichtsanker in diesen Werken verwendet. Die Jahresproduktion der Firma erreichte 1895 die für die Glashütter Präzisionsuhrenindustrie damals beachtliche Zahl von 1800 Uhren.
Das für den US-amerikanischen Markt neu entwickelte Taschenuhrwerk wurde mehrere Jahre in Glashütte gefertigt und an die in Columbus/Ohio von Vater Dietrich Gruen und seinem Sohn Frederik neu gegründete Firma D. Gruen & Sohn geliefert. Der Gruensche Firmensitz wurde 1998 nach Cincinnati verlegt.
In einer 1895 anlässlich des 50-jährigen Bestehens der Glashütter Uhrenindustrie durchgeführten Jubiläumsausstellung verdeutlichten die von der Firma Assmann ausgestellten Taschenuhren mit mehrfachen Komplikationen, wie z. B. Uhren mit ewigem Kalender, die die Schaltjahre selbst regulieren und Mondphasen anzeigen, Viertel- und Minutenrepetitionen sowie ein Doppelchronograph, die Leistungsfähigkeit des Unternehmens auch in der Fertigung komplizierter Uhren.

## 1897–1914: Erfolgreiche Weiterentwicklung mit einem Teilhaber und breiterer Produktpalette

Georg Heinrich, Teilhaber ab 1897

Im Jahre 1897 wurde mit Georg Heinrich neben Paul Aßmann ein auf dem Uhrensektor erfahrener Fachmann Teilhaber der Deutschen Anker-Uhren-Fabrik. Die Kataloge der Firma verdeutlichten auch in der Folgezeit einen breit gefächerten Produktionsumfang von Taschenuhren in verschiedenen Preislagen, Ausstattungsvarianten mit und ohne Komplikationen. Auch spezielle Marine-Uhren mit größerem Zifferblatt und Gehäusedurchmesser bereicherten das Fertigungsprofil.
Zu Beginn des 20. Jahrhunderts erfolgte eine Umbenennung der Deutschen Anker-Uhren-Fabrik Julius Assmann in Deutsche Präzisions-Taschenuhren-Fabrik J. Assmann Glashütte i. Sa. Gleichzeitig war sie Mitglied der Schweizerischen Uhrmachergenossenschaft „Union Horlogére Gesellschaft vereinigter Schweizer und Glashütter Uhrenfabrikanten Biel, Genf, Glashütte i. Sa.“ Da von deutscher Seite die Rechtmäßigkeit des gewählten Namens bestritten wurde und eine Schädigung der Firma nicht auszuschließen war, teilte die Firma Assmann am 15. April 1904 mit, dass sie rückwirkend zum 1. April 1904 nicht mehr Mitglied der „Gesellschaft vereinigter Schweizer Uhrenfabrikanten Union Horlogére“ mit Sitz in Biel ist.
Im Jahre 1911 verstarb Paul Aßmann und der bisherige Teilhaber, Georg Heinrich, führte die Firma allein weiter.

## 1914–1926: Kriegsfolgenbedingter Verkauf und spätere Liquidation der Firma
Von 1914 bis 1918, während der Zeit des Ersten Weltkrieges, kam die Uhrenfertigung in Glashütte weitestgehend zum Erliegen.
Im Jahre 1917, gegen Ende des Ersten Weltkrieges, befand sich die Firma in einer schwierigen wirtschaftlichen Situation. Der alleinige Inhaber Georg Heinrich verkaufte daraufhin die Deutsche Präzisions-Taschenuhren-Fabrik J. Assmann Glashütte i. Sa. an die Thüringer Uhrenfabrik Edmund Herrmann AG in Kraftsdorf. Damit war die Firma J. Assmann nur noch eine Zweigniederlassung des Thüringer Unternehmens, aus dem heraus sich der wegen desaströser Geschäftsführung 1926 liquidierte Herrmann-Konzern entwickelte. Mit der Liquidation des Herrmann-Konzerns wurde auch die Glashütter Zweigniederlassung liquidiert. Damit endet zu Beginn des Jahres 1926 die Firmengeschichte der Deutschen Präzisions-Taschenuhren-Fabrik J. Assmann Glashütte i. Sa.

## 1926–1930: Erfolgloser Versuch eines Neuanfangs
Ein Neuanfang mit einer noch im Jahr 1926 von Fritz Aßmann, einem Sohn von Paul Aßmann, unter dem Namen Julius Aßmann, Deutsche Präzisions-Taschenuhrenfabrik in Glashütte i. Sa. neu gegründeten und 1927 mit einer Mehrheitsbeteiligung des Kaufmanns und neuen Geschäftsführers der Gesellschaft, Heinrich Theden, in J. Assmann Deutsche Präzisions-Taschenuhrenfabrik in Glashütte G. m. b. H. i. Sa. umgewandelten Firma scheiterte. Ein wesentlicher Grund dafür waren die verheerenden Schäden, die das Müglitzhochwasser 1927 in der Produktionsräumen der Firma angerichtet hatte. Die Firma J. Assmann Deutsche Präzisions-Taschenuhrenfabrik in Glashütte G. m. b. H. i. Sa. wurde Anfang des Jahres 1930 aus dem Handelsregister gelöscht.
Fritz Aßmann gab am 15. Februar 1930 bekannt, dass er sich schon vor Jahresfrist von der Gesellschaft getrennt und nichts mehr mit ihr zu tun hatte. Julius Fritz Aßmann eröffnete in Glashütte unter seinem Namen eine Werkstatt für Neuanfertigungen und Reparaturen.

## Einzelnachweise

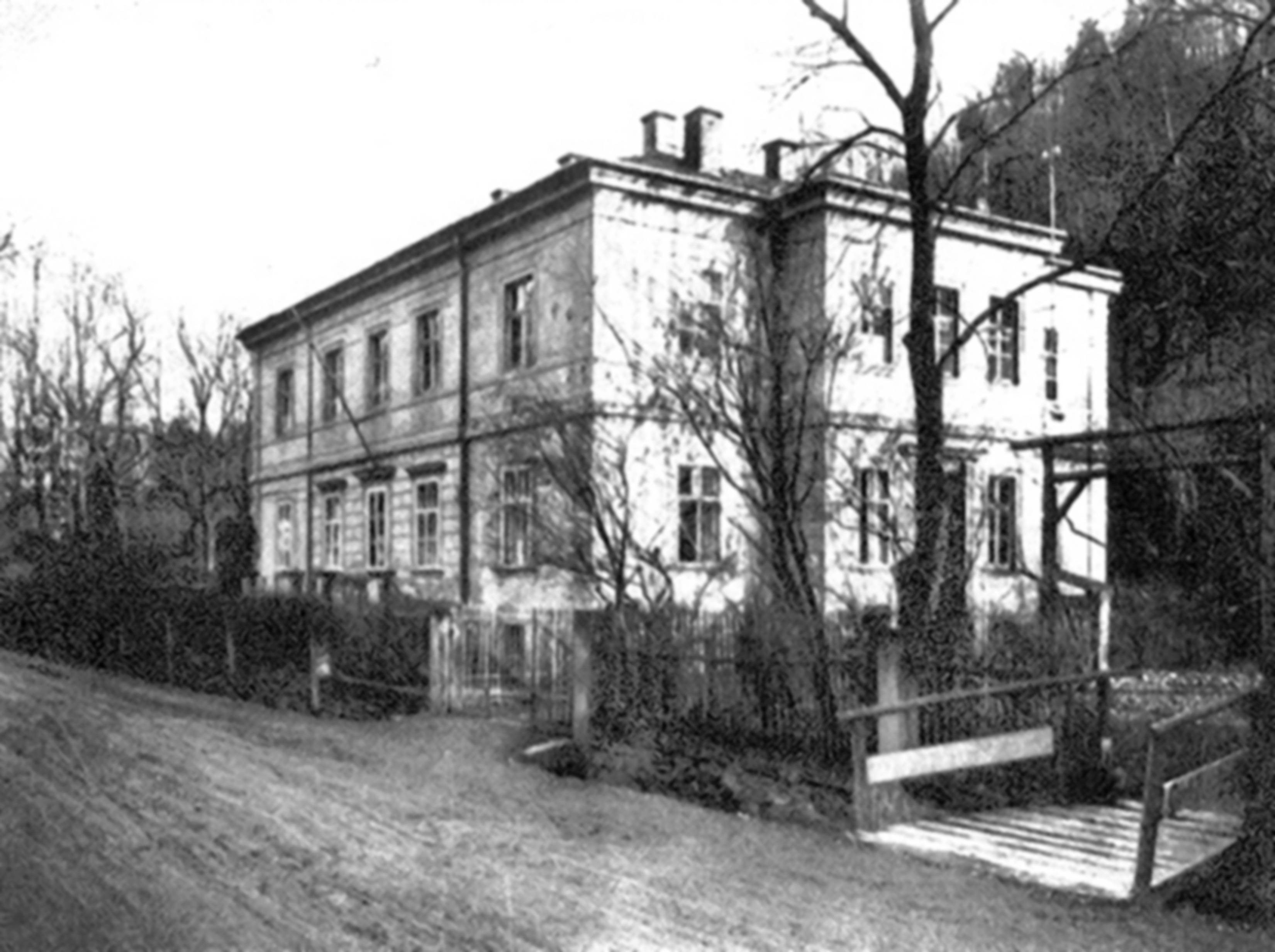
Ehemaliges Firmengebäude in Glashütte